# Leskovac

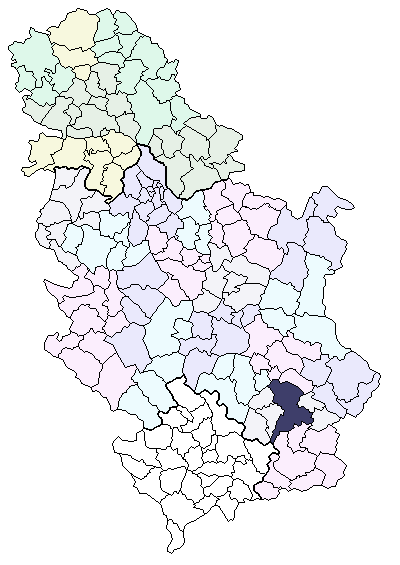
Leskovac kommun i Serbien

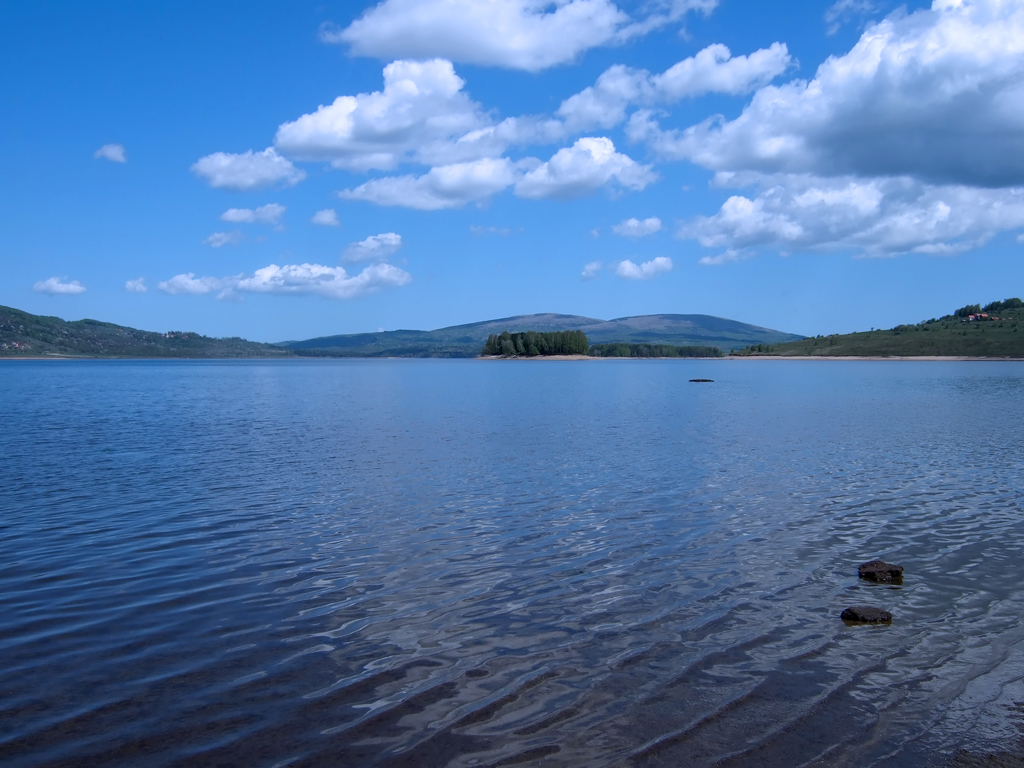
Sjön Vlasina nära Leskovac

Leskovac är en stad i södra Serbien belägen cirka 40 km söder om Niš och ungefär 290 km (fågelvägen) från huvudstaden Belgrad. Staden har cirka 95 000 invånare. I kommunen med inte mindre än 144 mindre byar uppgår invånarantalet till cirka 162 000.
Motorvägen mellan Belgrad och Thessaloniki går förbi Leskovac.